# Jessica Marais

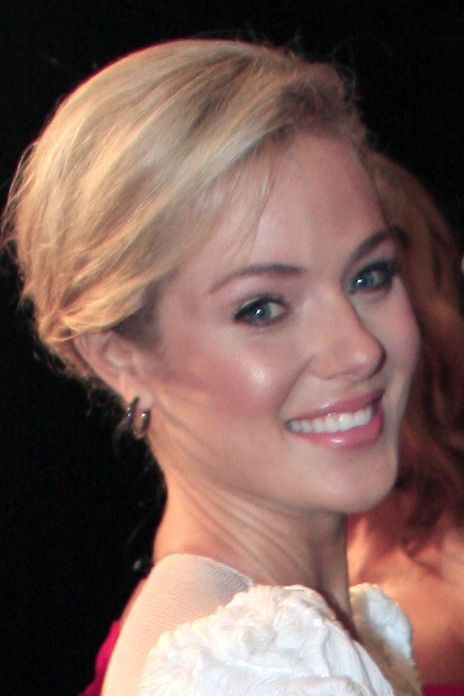
Jessica Marais (2011)

Jessica Dominique Marais (sinh ngày 29 tháng 1 năm 1985 tại Nam Phi) là một diễn viên Australia, lúc nhỏ cô sống tại thành phố Perth, phía tây Australia. Cô được biết tới qua vai Rachel Rafter trong phim truyền hình Packed to the Rafters và Lily Diamond trong phim truyền hình Magic City.

## Xuất thân
Sinh tại Nam Phi, nhưng Marais lại cùng gia đình đã sống tại Canada và New Zealand trước khi về sống ở thành phố Perth, phía tây Australia, khi đó cô mới 9 tuổi.
Sáu tháng sau khi về sống tại Australia, cha cô Tony đột ngột qua đời vì lên cơn đau tim khi đang đi picnic cùng gia đình. Mẹ cô Karen một mình chăm sóc cô và em gái Clara. Sau đó cô vào học trường John XXIII được 1 năm rồi chuyển tới trường nữ sinh Thánh Hilda Anh giáo từ năm 1995 cho tới khi tốt nghiệp năm 2002.
Jessica vào học trường Học viện Nghệ thuật Điện ảnh Quốc tế và tốt nghiệp năm 2007. Tại đây cô được biết tới qua vai Ophelia trong vở Hamlet của William Shakespeare và Charity trong Sweet Charity. Vào năm học cuối cùng trước khi tốt nghiệp, cô giành được vai chính Rafters trong series phim truyền hình Packed to the Rafters, đóng cùng với nam diễn viên chính là Hugh Sheridan cũng là sinh viên Học viện Nghệ thuật Điện ảnh Quốc tế.

## Sự nghiệp
Cô tiếp tục vừa học vừa đóng phim, vai Rafter trong series phim Packed to the Rafters ngay lập tức giành được thành công lớn. Chủ nhật, ngày 3 tháng 5, Marais vinh dự được trao giải Logie cho hạng mục " Nữ diễn viên trẻ được yêu thích nhất" và một giải uy tín khác nữa là Giải Graham Kennedy cho hạng mục "Diễn viên trẻ nổi bật nhất" tại Lễ trao giải Logie năm 2009. Tháng 2 năm 2011 cô thông báo sẽ dừng đóng phim để nghỉ ngơi một thời gian, khi series phim kết thúc vào ngày 23 tháng 8 năm 2011. Marais đã vào vai chính từ Season 1 tới Season 4 từ 2008-2002. Marais trở lại với một vai cameo ở tập cuối trong season 4 ngày 20 tháng 3 năm 2012.
Ngoài ra Marais cũng vào vai chính trong phim Two Fists, One Heart của hãng Rai Fazio cùng với diễn viên cùng thành phố Perth, Tim Minchin và Daniel Amalm công chiếu tháng 3 năm 2009. Marais còn tham gia với tư cách khách mời trong series phim Mỹ, Legend of the Seeker tại Auckland, New Zealand, vai Denna trong Mord'Sith (The Sword of truth).
Sau series Packed to the Rafters, Marais trở lại Los Angeles và tiếp tục sự nghiệp diễn xuất tại Hollywood. Đầu tiên là tại Miami, với 10 tập phim truyền hình Mỹ, Magic City.

## Đời tư
Marais đính hôn với James Stewart, cũng là diễn viên chính trong series phim truyền hình Packed to the Rafters. Stewart vào vai Jake Barton trong phim. Vào ngày 15 tháng 11 năm 2011, Marais và Stewart thông báo rằng họ sắp có con. Ngày 9 tháng 5 năm 2012, Marais sinh được một bé gái, Scout Edie Stewart. Marais nói rằng cô muốn tiếp tục tham gia phần 2 của series Magic City trong khi Stewart lại muốn cô dành toàn bộ thời gian để chăm sóc con cái.